# Берлін-Гезундбруннен
52°32′55″ пн. ш. 13°23′22″ сх. д. / 52.548611111111° пн. ш. 13.389444444444° сх. д.
Гезундбруннен (нім. Gesundbrunnen) — залізнична станція у районі Гезундбруннен, Мітте, Берлін, Німеччина. 
Є пересадочним вузлом між маршрутами Berlin S-Bahn північної дистанції Кільцевої залізниці і тунелю північ — південь, а також як регіональна та міжміська станція мережі Deutsche Bahn. 
Станція управляється дочірньою компанією «DB Station&Service» Deutsche Bahn AG і належить до станцій I категорії, одна з 21 

у Німеччині та чотирьох у Берліні, іншими є Берлін-Головний, Берлін-Зюдкройц і Берлін-Східний.
Транспортно-пересадковий вузол, щодня обслуговує близько 100 тисяч пасажирів, на якому зупиняються 30 поїздів далекого сполучення (ICE, IC / EC), 90 поїздів місцевого сполучення Regionalbahn і Regional-Express, а також близько 1000 рейсів міських електричок. Через вокзальні переходи можливий вихід на однойменну станцію берлінського метро та до зупинок рейсових автобусів.

## Рух потягів

### Потяги далекого сполучення
| Лінія  | Зупинки на станціях |
| ------ | --- |
| ICE 10 | Берлін-Гезундбруннен – Берлін-Головний – Берлін-Шпандау – Ганновер – Гамм – Дортмунд – Дуйсбург – Дюссельдорф (– Кельн-Дойц— Аеропорт Кельн/Бонн)                                                                                            |
| ICE 11 | Берлін-Гезундбруннен – Берлін-Головний – Віттенберг – Лейпциг – Ерфурт – Айзенах – Фульда – Франкфурт-на-Майні – Мангейм – Штутгарт – Ульм – Аугсбург – Мюнхен                                                                               |
| ICE 15 | (Бінц – Штральзунд – Грайфсвальд – Еберсвальде –) Берлін-Гезундбруннен – Берлін-Головний – Галле-ан-дер-Заале – Ерфурт – Франкфурт-на-Майні                                                                                                  |
| ICE 18 | Берлін-Гезундбруннен – Берлін-Головний – Біттерфельд – Галле-ан-Заале – Ерфурт – Ерланген – Нюрнберг – Донауверт – Аугсбург – Мюнхен-Головний                                                                                                |
| ICE 28 | ( Варнемюнде – Росток – Нойштреліц –) Берлін-Гезундбруннен – Берлін-Головний – Віттенберг – Біттерфельд – Лейпциг – Ерфурт – Бамберг – Нюрнберг – Інгольштадт – Мюнхен-Головний                                                              |
| ICE 29 | Берлін-Гезундбруннен – Центральний вокзал Берліна – Галле-ан-дер-Заале – Ерфурт – Нюрнберг – Мюнхен-Головний |
| EC 27  | Братислава – Прага-Голешовіце – Дрезден – Берлін-Головний – Берлін-Гезундбруннен – Еберсвальде – Штральзунд – Бінц |
| IC 32  | Кельн-Головний – Дюссельдорф – Ессен – Бохум – Дортмунд – Гамм – Білефельд – Ганновер – Вольфсбург – Берлін-Шпандау – Берлін-Гезундбруннен – Еберсвальде – Пренцлау – Цюссов – Штральзунд – Бінц / – Цюссов – Вольгаст – Цинновіц Зінновіц – |

### Регіональні лінії
| Лінія | Сценічні міста                                                                                              | Сценічні міста                                                                                              | Сценічні міста                                                                                              |
| ----- | --- | --- | --- |
| RE3   | Ельстерверда – Ютербог – Людвігсфельде – Гезундбруннен (вокзал) – Еберсвальде – Ангермюнде –                | Ельстерверда – Ютербог – Людвігсфельде – Гезундбруннен (вокзал) – Еберсвальде – Ангермюнде –                | Пренцлау – Грайфсвальд – Штральзунд                                                                         |
| RE3   | Ельстерверда – Ютербог – Людвігсфельде – Гезундбруннен (вокзал) – Еберсвальде – Ангермюнде –                | Ельстерверда – Ютербог – Людвігсфельде – Гезундбруннен (вокзал) – Еберсвальде – Ангермюнде –                | Шведт/Одер                                                                                                  |
| RE5   | Віттенберг -                                                                                                | Ютербог – Людвігсфельде – Гезундбруннен (вокзал) – Оранієнбург – Нойштрелиц –                               | Гюстров – Росток                                                                                            |
| RE5   | Фалькенберг-ан-Ельстер –                                                                                    | Ютербог – Людвігсфельде – Гезундбруннен (вокзал) – Оранієнбург – Нойштрелиц –                               | Нойбранденбург – Штральзунд                                                                                 |
| RE6   | Гезундбруннен (вокзал) – Берлін-Шпандау – Хеннігсдорф – Нойруппін – Вітшток/Доссе – Пріцвальк – Віттенберге | Гезундбруннен (вокзал) – Берлін-Шпандау – Хеннігсдорф – Нойруппін – Вітшток/Доссе – Пріцвальк – Віттенберге | Гезундбруннен (вокзал) – Берлін-Шпандау – Хеннігсдорф – Нойруппін – Вітшток/Доссе – Пріцвальк – Віттенберге |
| RB27  | Гезундбруннен (вокзал) – Шенерлінде – Шенвальде – Басдорф – Клостерфельде                                   | Гезундбруннен (вокзал) – Шенерлінде – Шенвальде – Басдорф – Клостерфельде                                   | Гезундбруннен (вокзал) – Шенерлінде – Шенвальде – Басдорф – Клостерфельде                                   |
| RB54  | Берлін-Ліхтенберг – Гезундбруннен (вокзал) – Оранієнбург – Левенберг – Герцберг (Марк) – Райнсберг          | Берлін-Ліхтенберг – Гезундбруннен (вокзал) – Оранієнбург – Левенберг – Герцберг (Марк) – Райнсберг          | Берлін-Ліхтенберг – Гезундбруннен (вокзал) – Оранієнбург – Левенберг – Герцберг (Марк) – Райнсберг          |
| RB66  | Гезундбруннен (вокзал) – Бернау – Еберсвальде – Ангермюнде – Головний Щецин                                 | Гезундбруннен (вокзал) – Бернау – Еберсвальде – Ангермюнде – Головний Щецин                                 | Гезундбруннен (вокзал) – Бернау – Еберсвальде – Ангермюнде – Головний Щецин                                 |